# تأثير لازاروس (رواية)
تأثير لعازر (لازاروس) (1983م) هي رواية الخيال العلمي الثالثة التي تدور أحداثها في كتاب الوجهة: عالم الفراغ للمؤلف الأمريكي فرانك هربرت والشاعر بيل رانسوم. تدور احداثها بعد فترة من أحداث حادثة اليسوع (1979م).

## ملخص المؤامرة
يستمر تأثير لازاروس في قصة كوكب باندورا التي بدأت في حادثة اليسوع. انقرض عشب البحر. وذهبت السفينة، ولم تعد هناك أرض جافة، الغالبية البشرية متحولة من التجارب التي اجراها اليسوع لويس. ويحاول رجل مجنون متعطش للسلطة السيطرة على الكوكب. لكن عشب البحر يعود وهذه المرة لا تبقى Avata سلبية بينما يرفض الناس العبادة.

## المواضيع الرئيسية
يتناول الكتاب مفاهيم مثل الذكاء الاصطناعي والعبادة والمشاكل الكامنة في الشمولية. كما يتناول قضايا الاستنساخ والهندسة الوراثية والعنصرية.